# Mundo da Lua (2025)
Mundo da Lua é uma série de televisão infantil brasileira criada por Flavio de Souza para a TV Cultura, que a produziu em conjunto com a Mixer Films e o Serviço Social da Indústria de São Paulo (SESI-SP) e a estreou em 28 de junho de 2025. Revival da série homônima, exibida na emissora entre 1991 e 1992, sua história acompanha em 24 episódios a família do protagonista Lucas Silva e Silva, antes com dez anos, 34 anos depois adulto, casado com Isabela e pai de Emília, estudante apaixonada por robótica que assim como ele na infância gosta de se imaginar vivendo grandes aventuras.
Anunciada em 2023 como parte das comemorações dos 55 anos do relançamento da TV Cultura, Mundo da Lua chegou a ter sua produção momentaneamente interrompida por redução de verbas para a sua viabilização. Do elenco original, Luciano Amaral, intérprete mirim de Lucas, e Mira Haar, sua mãe Carolina, declinaram do convite por insatisfação com os valores de seus cachês; assim, foram substituídos por Marcelo Serrado e Bárbara Bruno. Antônio Fagundes e Mayana Blum, que estavam na versão original, são acompanhados de Sabrina Souza e Pathy Dejesus na continuação, que tem direção artística de João Daniel Tikhomiroff.

## Sinopse
Passados 34 anos após a série original, a história apresenta Lucas Silva e Silva, agora piloto de avião, casado com Isabela e pai de Emília, estudante apaixonada por robótica, que assim como o pai gosta de se imaginar vivendo grandes aventuras utilizando o mesmo gravador que Lucas ganhou de seu avô Orlando para gravar suas histórias, havendo agora a companhia do robô Félix.

## Elenco
Principal
| Intérprete             | Personagem                   |
| ---------------------- | ---------------------------- |
| Sabrina Souza          | Emília Silva e Silva         |
| Marcelo Serrado        | Lucas Silva e Silva          |
| Antônio Fagundes       | Rogério Silva                |
| Bárbara Bruno          | Carolina Silva               |
| Pathy Dejesus          | Isabela Silva                |
| Mayana Blum            | Juliana Silva e Silva        |
| Flavio de Souza        | Eduardo Silva (Tio Dudu)     |
| Patricia Gasppar       | Benedita (Berê)              |
| Henrique Stroeter      | Rubens (Bão)                 |
| Theodoro Haar de Souza | Eduardo Silva e Silva (Duda) |

Participações
| Intérprete         | Personagem                                  |
| ------------------ | ------------------------------------------- |
| Cristina Mutarelli | Marli Silva de Los Angeles                  |
| Beth Goulart       | Juliana Silva (Tia Juju)                    |
| Alexandra Martins  | Glória Freitas Penedo e Bragança (Glorinha) |
| Eduardo Silva      | Valdo Silva                                 |
| Stella Camargo     | Félix (voz)                                 |
| Miguel Lucca Brito | Jonas                                       |
| Gustavo Shimura    | Bruce Kato                                  |
| Rosi Campos        | Ana Rosa                                    |
| Rosi Campos        | Morgana Stradivarius                        |
| Alvaro Petersen    | Celeste (voz)                               |
| Marisa Orth        | a definir                                   |
| Hugo Gallo         | Valf/Rudolf                                 |
| Luti Angelelli     | Wlademir/Ulf                                |

## Produção

### Anúncio e financiamento
Em dezembro de 2023 a TV Cultura anunciou a produção de novas versões de alguns dos seus maiores sucessos do gênero infantil, entre os quais a série Mundo da Lua, exibida entre 1991 e 1992, como parte do cronograma de comemorações em alusão aos 55 anos de seu relançamento em 2024. No entanto, em 5 de setembro de 2024, a emissora anunciou a suspensão da produção de Mundo da Lua e outros oito programas previstos para aquele ano devido à redução do repasse de verbas à sua mantenedora Fundação Padre Anchieta pelo Governo do Estado de São Paulo, o que ocasionou também embates públicos entre os dois lados. A produção da série foi retomada em março de 2025 com o fechamento de parcerias com a produtora Mixer Filmes e a Federação das Indústrias do Estado de São Paulo (Fiesp) através do Serviço Social da Indústria de São Paulo, que patrocinou e coproduziu alguns programas da emissora, incluindo a própria série original nos anos 1990. O investimento total é de 36 milhões de reais, com cada episódio custando 1,5 milhão.

### Escolha do elenco
A TV Cultura chegou a negociar com Luciano Amaral, intérprete de Lucas quando criança em 1991, para que ele participasse da produção para vivê-lo em sua fase adulta, porém ele não aceitou a oferta da proposta salarial por considerá-la abaixo do mercado. Com isso, a emissora convidou Marcelo Serrado para o papel.
Além de Amaral, outros nomes do elenco original de Mundo da Lua que não integraram a continuação são os de Mira Haar, intérprete de Carolina, mãe de Lucas, que também declinou do convite por insatisfação com o salário, e Anna D'Lira, que vivia Rosa, empregada da casa da família, e não chegou a ser convidada por morar na Suíça. O papel de Carolina foi oferecido para Bárbara Bruno. Entre os integrantes do elenco original, confirmaram presença Antônio Fagundes, que deu vida a Rogério, pai de Lucas, Mayana Blum, intérprete de Juliana, irmã do protagonista, e Flavio de Souza, criador da série original que participava como Tio Dudu. A série dos anos 1990 contava também com Orlando, avô de Lucas interpretado por Gianfrancesco Guarnieri, que morreu em 2006.
Entre os novos personagens, Sabrina Souza foi escolhida para interpretar Emília, filha de Lucas, e sua mãe Isabela teve a escalação de Pathy Dejesus. Patricia Gasppar foi convidada para dar vida a Berê, empregada da casa da família, ocupando o lugar que era de Rosa. Theodoro Haar de Souza, que aparece no último episódio da série original como Duda, bebê recém-nascido de Carolina e Rogério, também está presente na continuação.
Entre as participações especiais, Rosi Campos esteve no oitavo episódio interpretando Ana Rosa, prima distante de Carolina, e a bruxa Morgana Stradivarius, de Castelo Rá-Tim-Bum, outro programa infantil da TV Cultura que obteve sucesso nos anos 1990, durante uma imaginação de Emília, onde ela e seus parentes também aparecem como personagens da série, em uma homenagem à produção. Marisa Orth e Beth Goulart foram algumas das outras participações em episódios.

## Exibição
A TV Cultura realizou o lançamento oficial de Mundo da Lua em 3 de junho num evento para jornalistas e convidados no Solar Fábio Prado, em São Paulo. Na ocasião foi anunciado que os 24 episódios da série, divididos pela metade para duas temporadas, seriam exibidos aos sábados, às 19h, com reprise nas segundas, às 18h. Na noite do dia 25 a emissora promoveu a exibição do primeiro episódio no Teatro do SESI-SP, na capital paulista, com a presença do elenco. A estreia na televisão ocorreu no dia 28.
Até a exibição dos três primeiros episódios, Mundo da Lua registrou na Grande São Paulo médias de 0,5 ponto, equivalente a 99 mil telespectadores, consideradas abaixo do esperado pela TV Cultura, enquanto em seu canal no YouTube o primeiro obteve mais de 180 mil visualizações e os dois seguintes não chegaram a passar de trinta mil. A emissora planeja retornar esse valor com patrocinadores e licenciamento para o streaming.